# Gamstädt
Gamstädt è una frazione (Ortsteil) del comune tedesco di Nesse-Apfelstädt, nel Land della Turingia.

## Storia
Il 1º dicembre 2009 il comune di Gamstädt venne unito ai comuni di Apfelstädt, Ingersleben e Neudietendorf, formando il nuovo comune di Nesse-Apfelstädt.